# Florian Flick
Florian Flick (sinh ngày 1 tháng 5 năm 2000) là một cầu thủ bóng đá chuyên nghiệp người Đức thi đấu ở vị trí tiền vệ cho câu lạc bộ 1. FC Nürnberg tại 2. Bundesliga theo dạng cho mượn từ Schalke 04.

## Danh hiệu
Schalke 04
- 2. Bundesliga: 2021–22